# Арландервен
Арландервен (нід. Aarlanderveen) — село у муніципалітеті Алфен-ан-ден-Рейн, провінція Південна Голландія, Нідерланди. Розташоване близько 5 км на схід від адміністративного центру муніципалітету, міста Алфен-ан-ден-Рейн. Біля Арландервена розташований так званий Арландервенський комплекс вітряків.

## Історія
Вперше Арландервен згадується в історії у документі, датованому 5 листопада 1214 року. Це був шлюбний контракт 12-річного Флоріса IV, графа Голландії, сина Віллема I, та 5-річної Матільди Брабантської, доньки герцога Генріха Брабантського. Пізніше селом володіла низка шляхетних родин, таких як Ван Аудсхорн і Ван Ейсселстейн.
Про походження назви «Aarlanderveen» у істориків немає одностайної думки. Цей топонім означає «торфовища біля річки Аар», проте у XIII столітті поселення згадується під назвою «Arleveen», а основним заняттям його мешканців в ті часи було сільське господарство, а не видобування торфу.
Згідно історичних досліджень, у 1494 році в Арландервені нараховувалося 80 господарств, пізніше їх кількість збільшилася на 25 дворів. З переписом 1514 року тут було 139 господарств, а площа поселення становила близько 3046 гектарів. Мешканці видобували торф і торгували деревиною. Пізніше важливим джерелом доходу для селян стало вирощування коноплі, яку використовували для виготовлення мішків, канатів і іншого корабельного такелажу.
Близько 1584–1593 років Арландервен належав маршалу Ернсту фон Мансвелду. Від його родинного гербу походить герб Арландервена.
У XVIII столітті місцеві фермери почали поступово переходити з вирощування коноплі на вирощування вівсу, ячменю, жита. Почало розвиватися скотарство, а відтак і виробництво сиру та молочних продуктів. Паралельно продовжувалося видобування торфу, який у XIX столітті став основним паливом. За даними 1850 року в селі було близько 360 господарств і мешкало близько 2 600 жителів, площа села, за даними 1851 року, становила 2 700 акрів, з яких 781 акр складали пасовища.
У 1918 році Арландервен приєднався до муніципалітету Алфен-ан-ден-Рейн.

## Транспорт
З 1 серпня 1915 року по 1 січня 1936 року через Арландервен пролягала залізнична лінія Ейтгорн — Алфен-ан-ден-Рейн. По трасі залізниці пізніше було прокладено автошлях N231. На території села збереглася будівля залізничної станції, зведена у 1915 році.
Через Арландервен проходить маршрут міжміського автобуса № 147, який сполучає Алфен-ан-ден-Рейн і Ейтгорн.

## Пам'ятки
На території Арландервена розташовано національних пам'яток:
- церква 1905 року;
- цвинтар кінця XIX століття;
- будинок Het Oude Rechthuis — стара будівля місцевого суду (XVII століття);
- житловий будинок початку XIX століття;
- особняк першої половини XIX століття;
- одна ферма XVIII століття;
- три ферми початку XIX століття;
- вітряк De Morgenster (1870 р.) та три вітряки з Арландервенського комплексу вітряків — Ondermolen (або Вітряк № 1, 1924 р.), Middenmolen (або Вітряк № 2, 1869 р.) та Putmolen (або Вітряк № 4, 1801 р.).

## Відомі уродженці
- Ніко де Гаан[nl] — нідерландський орнітолог.
- Ісаак ван дер Хорст[nl] — учасник нідерландського Руху Спротиву протягом Другої світової війни.
- Денні Остерман[nl] — нідерландський диригент.

## Галерея

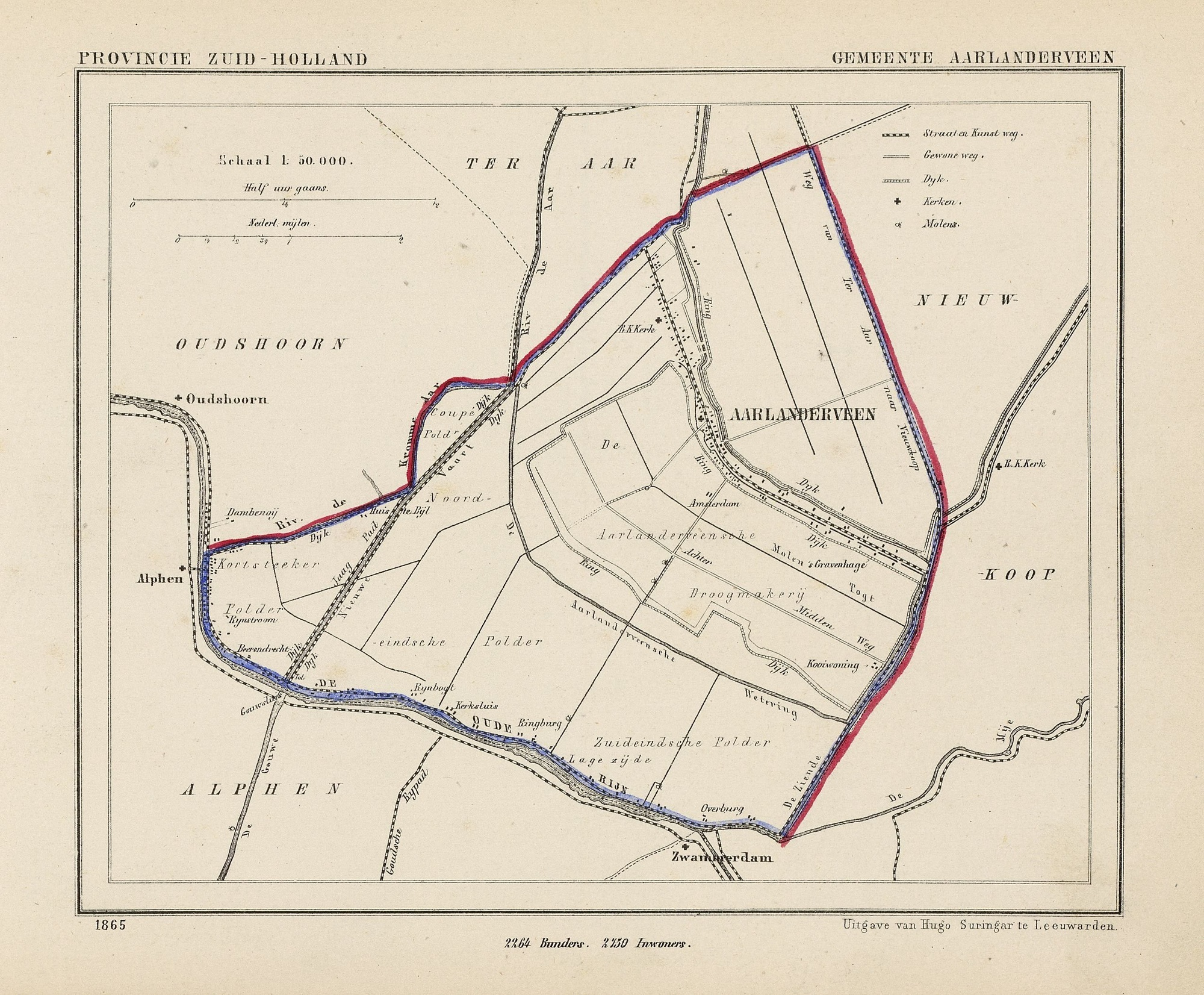
Мапа Арландервена, 1865 рік
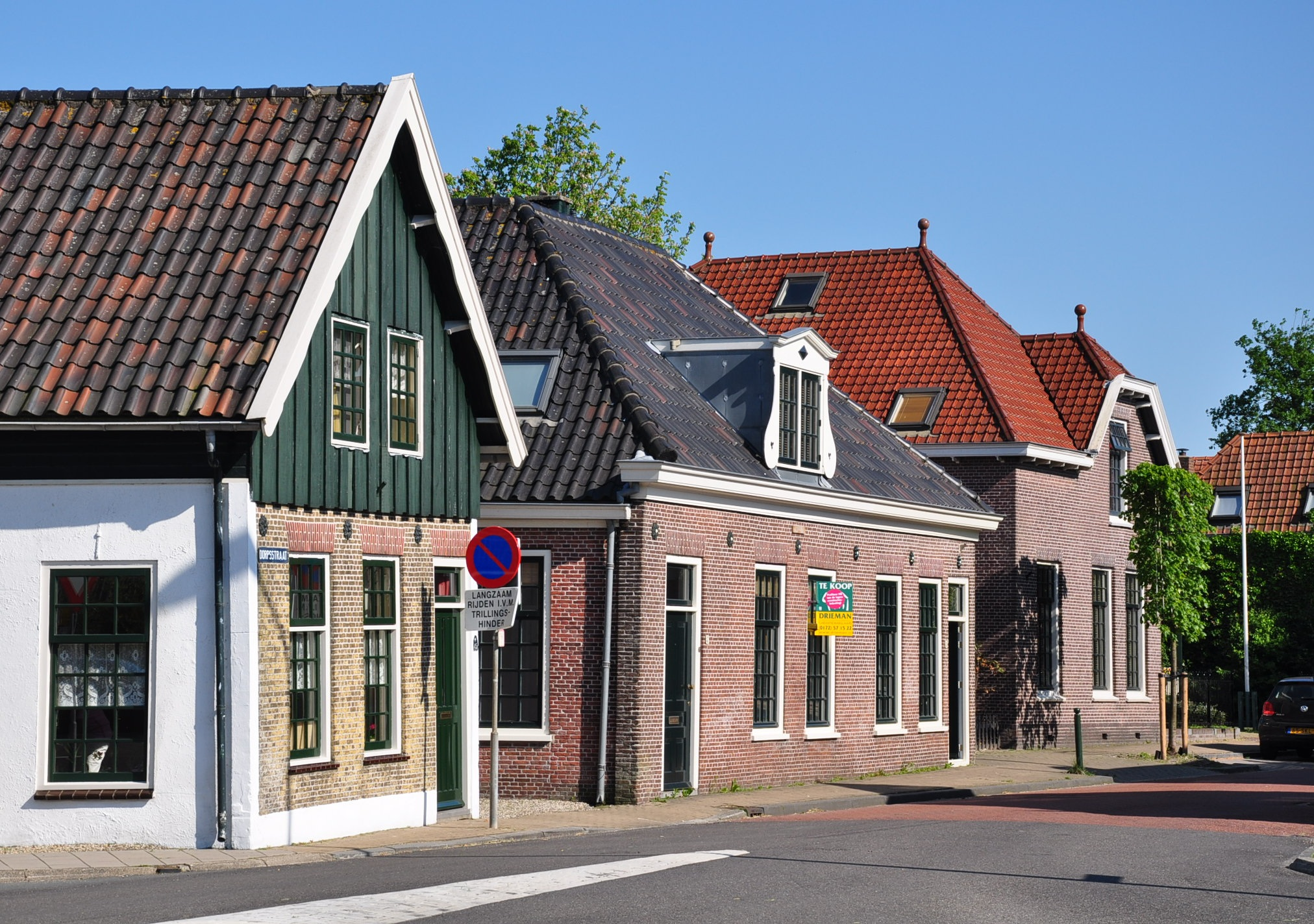
Вулиця Дорпстрат (Dorpstraat)
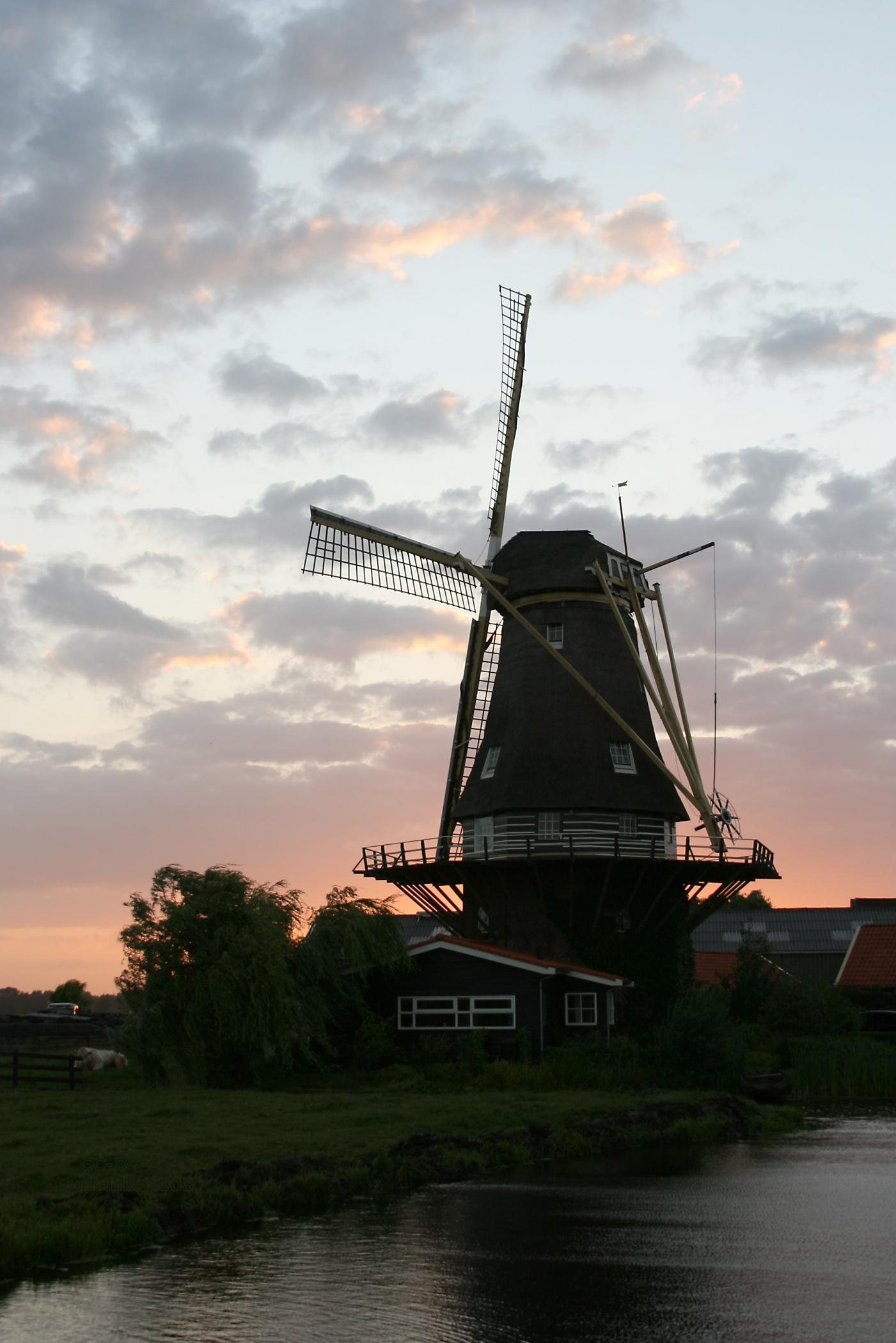
Вітряк De Morgenster
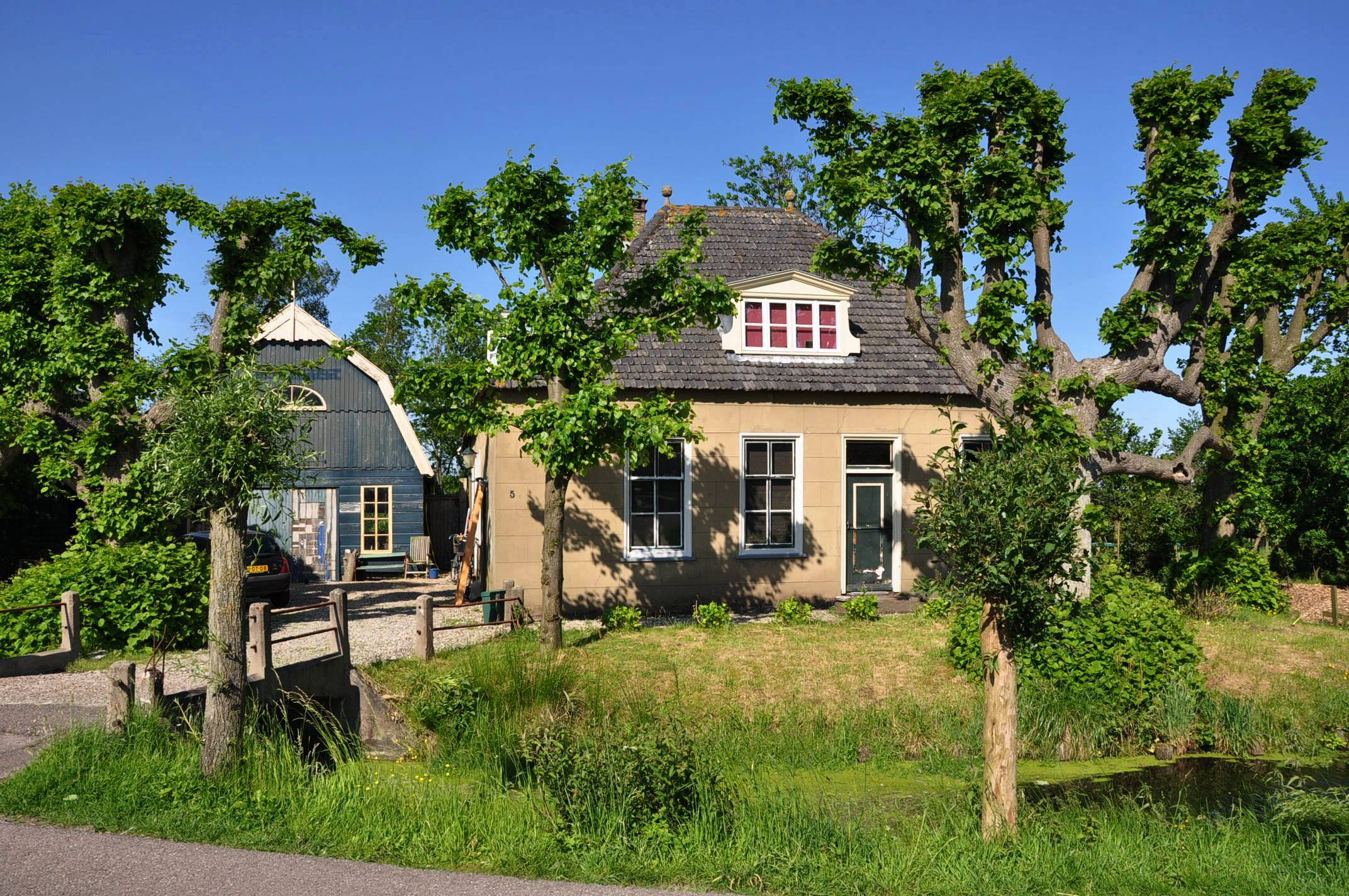
Старовинна ферма